# Mníšek nad Popradom
Mníšek nad Popradom este o comună slovacă, aflată în districtul Stará Ľubovňa din regiunea Prešov. Localitatea se află la altitudinea de 439 m deasupra n.m., se întinde pe o suprafață de 17,79 km2 și în 2017 număra 645 de locuitori.

## Istoric
Localitatea Mníšek nad Popradom este atestată documentar din 1323.

## Demografie
| An:                | 1994 | 2004   | 2014   | 2024   |
| ------------------ | ---- | ------ | ------ | ------ |
| Număr de persoane: | 664  | 682    | 647    | 592    |
| Diferență:         |      | +2,71% | −5,13% | −8,50% |

| An:                | 2023 | 2024   |
| ------------------ | ---- | ------ |
| Număr de persoane: | 596  | 592    |
| Diferență:         |      | −0,67% |